# Ame Son
Ame Son est un groupe de rock progressif français. Il est actif entre 1967 et 1973.

## Biographie
Tout commence en 1967 lorsque Daevid Allen quitte Soft Machine. Il se trouve alors en France, et rencontre Marc Blanc (chanteur et batteur) et Patrick Fontaine (bassiste), avec qui il forme le groupe Bananamoon. Ils jouent en Espagne pendant l'été 1968 et dans le sud de la France au début 1969. Daevid Allen partira bientôt pour fonder Gong.
En juin 1969, Marc Blanc et Patrick Fontaine forment Ame Son avec François Garrel (flûtiste) et Bernard Lavialle (guitariste). Ils rencontrent Adrien Nataf  au premier concert organisé par lui-même au Bataclan lors de la prestation de six groupes français et de Soft Machine. Il deviendra leur manager. L'album Catalyse sort en 1970 chez BYG Records. Ame Son joue dans les grands festivals de l'époque comme Amougies, Les Halles, Le Bourget et obtient un succès tant de la part du public que de la critique.
Plutôt rock 'n' roll, il sera un haut-lieu post-punk, comme décrit par Alain Pacadis. Le groupe se sépare en juin 1971, mais se reforme en 1973. L'album Primitive Expression paraît en 1976. Il contient des enregistrements de 1971 et d'autres de 1975. Il est réédité en 1998.
Les musiciens jouent encore ensemble de temps en temps. Le groupe se reforme temporairement en 1995 le temps de quelques concerts avec le guitariste Jean-François Pauvros.

## Style musical
Fondé au cours de la période charnière entre le rock psychédélique et le rock progressif, Ame Son mène des expérimentations mêlant des éléments venus du psychédélisme et de l'avant-jazz. Il crée ainsi un rock nouveau et singulier, fortement influencé par le Gong des débuts, en grande partie basé sur l'improvisation (flûte et guitare), qui servirait de repère à nombre d'autres formations intéressées par l'exploration des frontières entre rock et free jazz,. Ame Son est un bon exemple de ce que pouvait être la scène progressive française à l'époque. Ame Son figure sur la Nurse with Wound list.

## Discographie
- 1971 : Catalyse
- 1976 : Primitive Expression (compilation)